# Una vil·la a la Toscana
Una vil·la a la Toscana (títol original en anglès, Made in Italy) és una pel·lícula de comèdia dramàtica del 2020 escrita i dirigida per James D'Arcy, en el seu debut com a director. És protagonitzada per Liam Neeson, el seu fill Micheál Richardson, Valeria Bilello i Lindsay Duncan, i segueix un artista que ha de restaurar una vil·la amb el seu fill separat després que la seva dona mori en un accident de cotxe. S'ha doblat i subtitulat al català.
La pel·lícula es va estrenar als cinemes dels Estats Units i a través de plataformes a la carta el 7 d'agost de 2020, amb la distribució d'IFC Films.